# والنتین لوس
والنتین لوس (چکی: Valentin Loos; ۱۳ آوریل ۱۸۹۵ – ۸ سپتامبر ۱۹۴۲) بازیکن هاکی روی یخ اهل چکسلواکی بود.